# Scambus elegans
Scambus elegans är en stekelart som först beskrevs av Woldstedt 1877.  Scambus elegans ingår i släktet Scambus och familjen brokparasitsteklar. Inga underarter finns listade i Catalogue of Life.